# Bricoman

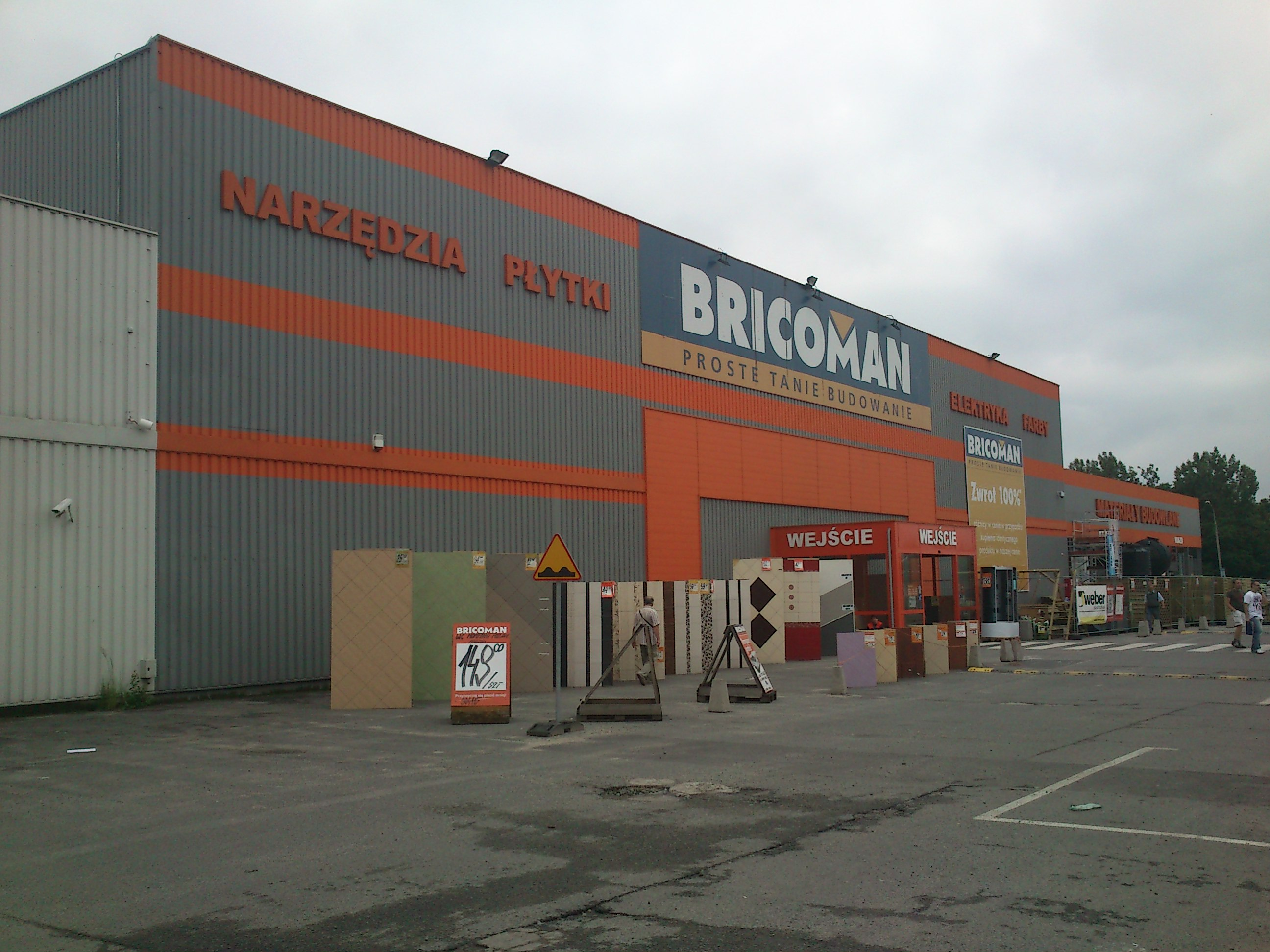
Punto vendita a Poznań, Polonia

Bricoman, dal 2022 rinominata in Italia come Tecnomat, in Spagna come Obramat e dal 2018 come Obramax in Brasile è un'azienda francese operante nella grande distribuzione, specializzata in edilizia, utensileria, falegnameria, elettricità, idraulica e arredo bagno. Oltre alle nazioni citate è presente anche in Polonia. È parte di Groupe Adeo dal 2014.

## Bricoman in Italia
Nel 2022 l'azienda in Italia ha deciso di cambiare nome e logo diventando Tecnomat.
Ad Agosto 2023 l'azienda ha 31 punti vendita in Italia, con superficie di vendita da 5.000 m² a 10.000 m².
Con l'apertura nel 2026 a Isola delle Femmine i punti vendita in Sicilia diventano 3.
| Regione               | Negozi |
| --------------------- | ------ |
| Campania              | 1      |
| Emilia-Romagna        | 6      |
| Friuli-Venezia Giulia | 1      |
| Lazio                 | 3      |
| Liguria               | 1      |
| Lombardia             | 8      |
| Piemonte              | 1      |
| Puglia                | 2      |
| Sardegna              | 3      |
| Sicilia               | 3      |
| Toscana               | 2      |
| Veneto                | 3      |